# Салех Соліман
Салех Соліман (24 червня 1916 — ) — єгипетський важкоатлет.
Срібний призер Олімпійських Ігор 1936 року в категорії до 60 кг.